# Schindhübelturm
Der Schindhübelturm ist ein 17 m hoher Aussichtsturm auf dem Gipfel des namensgebenden Schindhübels, einem 570,7 m ü. NHN hohen Berg im mittleren Pfälzerwald. 

## Lage
Der Schindhübelturm steht etwa 3 km westlich von Iggelbach, einem Ortsteil von Elmstein im rheinland-pfälzischen Landkreis Bad Dürkheim. Er ist von der im Nordwesten des Schindhübels verlaufenden Kreisstraße 17 von zwei Wandererparkplätzen aus fußläufig erreichbar.

## Geschichte
Der Turm wurde 1975 von der Pioniergarnison Speyer errichtet. Zu Ehren der am Bau beteiligten Personen ist am Turm eine Gedenktafel angebracht. 2004 wurde das Bauwerk saniert, indem verwitterte Teile der Holzkonstruktion ausgetauscht wurden.

## Beschreibung
Der Turm ist eine Holzkonstruktion auf sechseckigem Grundriss und verfügt über eine rechtsläufige Holztreppe mit fünf Treppenläufen von jeweils 13 Stufen und vier Zwischenpodesten. 
Von seiner 14,4 m hoch gelegenen überdachten Aussichtsplattform, die über 65 Treppenstufen erreichbar ist, überblickt man den östlichen Pfälzerwald bis zu seinem Ostrand, der Haardt. Darüber hinaus erkennt man im Norden den markanten Donnersberg (686,5 m) im Nordpfälzer Bergland und im Südsüdosten, bei guten Witterungsbedingungen, die 83 km entfernte Hornisgrinde (1164,4 m) im Nordschwarzwald. Nach Südwesten ist die Sicht wegen der Höhe des nahen Eschkopfs begrenzt.